# Richard Sánchez (football, 1994)
Ricardo Sánchez Alcaraz, né le 5 avril 1994 à Mission Hills en Californie, est un footballeur mexicain qui joue au poste de gardien de but.

## Biographie
Le 14 novembre 2022, le Galaxy de Los Angeles annonce que son contrat n'est pas renouvelé.

## Palmarès

### En équipe nationale
Équipe du Mexique des moins de 17 ans
- Vainqueur de la Coupe du monde de football des moins de 17 ans en 2011